# Eiskanal

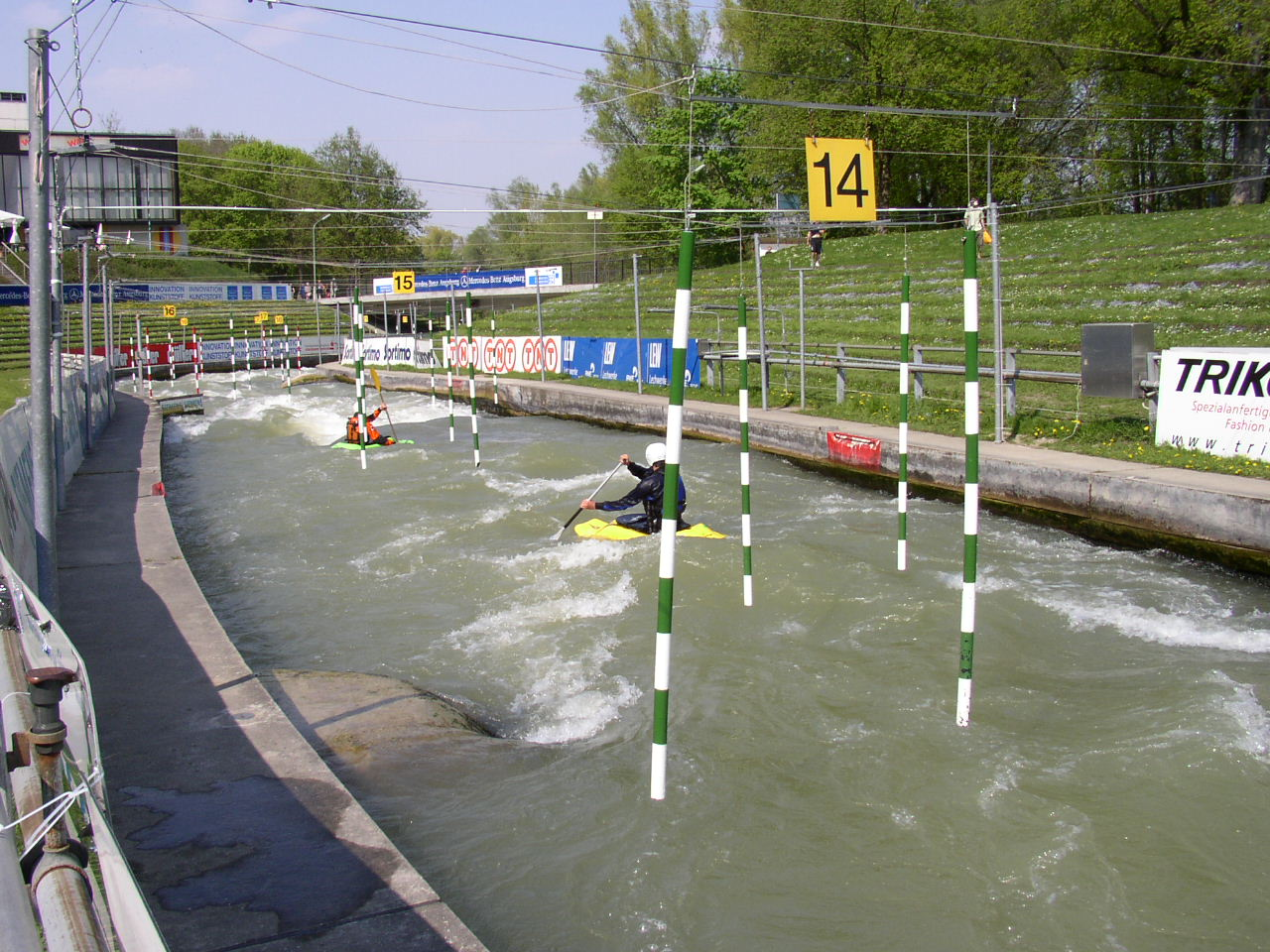
Het Eiskanal in Augsburg

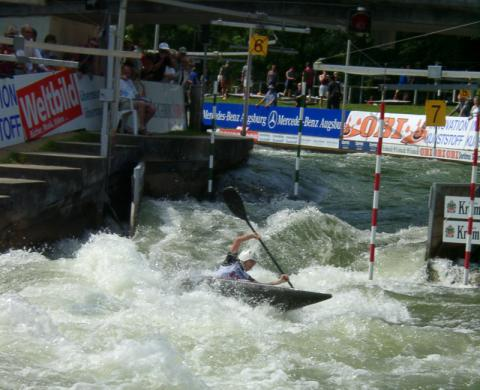
Kanoslalom wereldcup 2002 in Augsburg, halve finale dames K1

Het Eiskanal in Augsburg is een wildwaterbaan die gebruikt is voor de olympische spelen van 1972 in München.

## Beschrijving
Op 20 juli 1970 werd begonnen met de bouw van het Eiskanal, 10 maanden later was de baan gereed. Op 22 augustus 1971 werd de eerste oefenwedstrijd gehouden en in 1972 is de baan gebruikt voor het onderdeel kanoslalom van de olympische spelen van 1972. Het Eiskanal is wereldwijd het eerste kunstmatige wildwater kanolsalom parcours. Op de tribune is ruimte voor 24.000 toeschouwers.
Er wordt 35 m³/s water afgetapt uit de Lech, 18 m³/s stroomt vervolgens als een eigen aftakking als een rivier door de stad heen en 17 m³/s wordt gebruikt voor de wildwaterbaan. Op ongeveer een derde deel van de wildwater baan bevindt zich een splitsing. 7 m³/s stroomt in een rustige wildwaterbaan terug in de aftakking die als een rivier door de stad heen stroomt, de overige 10 m³/s stroomt door het wildste stuk van de wildwaterbaan en stroomt daarna weer terug in de Lech. De olympische baan is 660 meter lang en heeft een breedte van gemiddeld 10 meter.